# Luis Alberto Riart
Luis Alberto Riart Vera (Esquina, 21 de junio de 1880-Asunción, 1 de octubre de 1953)  fue un abogado, sociólogo y político paraguayo que ejerció presidente de Paraguay por cinco meses, del 17 de marzo al 15 de agosto de 1924.
Previamente fue ministro del Interior, ministro de Hacienda, ministro de Guerra y Marina y ministro de Relaciones Exteriores. También sirvió como vicepresidente, entre 1939 y 1940.

## Vida personal
Nació en la localidad argentina de Esquina, en Corrientes, el 21 de junio de 1880. Se radicó con sus padres, el catalán Geróni Riart y la paraguaya Gregoria Vera y Aragón, en Villa Florida, Paraguay.  Allí transcurrió su infancia y realizó sus estudios primarios. 
Al igual que Manuel Gondra, Riart pudo nacionalizarse paraguayo y ejercer plenamente todos sus derechos políticos inclusive, ser presidente de la República, en virtud a una ley implementada posteriormente a la Guerra de la Triple Alianza. Dicha ley otorgaba nacionalidad paraguaya plena a todo nacido en el exterior que haya tenido padre o madre paraguayos nativos. 
Se casó con Adela Bello y tuvo siete hijos. 

### Educación
Cursó la primaria en Villa Florida, mientras que realizó sus estudios secundarios en Asunción. 
Se graduó de la facultad de Derecho de la Universidad Nacional de Asunción, donde también obtiene su título de doctor en Derecho y Ciencias Sociales.

## Inicios en la política
El 8 de agosto de 1904 integra la lista de los que se refugian en terreno argentino luego de revelarse en la capital los inicios del movimiento que culminaría bélicamente. Participó del pacto de unión entre los segmentos cívico y radical, integrándose antes a la comisión central de este grupo.
Entre 1906 y 1916 se desempeñó como presidente del Instituto Paraguayo. En 1913 participó de la fundación de la Unión Patriótica, nucleación propiciada por la referida entidad y cuya titularidad ejerce juntamente con don Emilio Aceval. Estuvo al frente del Instituto de Alta Cultura Paraguayo- Argentino. En 1913 fue integrante de la Comisión de Códigos.

## Ministerios ocupados

### Ministro del Interior
El 15 de agosto de 1916 asume como ministro del Interior, bajo la presidencia de Manuel Franco. Luego de la muerte de Franco en 1919, Riart continua con sus labores como ministro, bajo la presidencia de José Pedro Montero, hasta que renunció debido a diferencias con este el 25 de agosto de ese año.

### Ministro de Guerra y Marina
Fue ministro de Guerra y Marina en dos ocasiones. Primero bajo la segunda presidencia de Eligio Ayala, entre 1924 y 1925.Luego entre 1931 y 1932, bajo la presidencia interina de Emiliano González Navero, quien actuaba de presidente en nombre de José Patricio Guggiari, que en ese momento atravesaba un juicio político.

### Ministro de Hacienda
El 12 de abril de 1923 fue designado ministro de Hacienda en el gabinete provisional de Eligio Ayala. Volvió a desempeñar este cargo durante la presidencia de José P. Guggiari, entre abril y agosto de 1931.

### Ministro de Relaciones Exteriores
El 15 de agosto de 1934, durante la Guerra del Chaco, fue designado por Eusebio Ayala como ministro de Relaciones Exteriores, cargo también conocido como Cancíller.
El 12 de junio de 1935 firmó el protocolo Riart-Elio, por el cual finalizaron las disputas de límites con Bolivia. Este tratado de paz indicaba, textualmente, "la cesación definitiva de las hostilidades sobre la base de las posiciones actuales de los ejércitos beligerantes".
El 17 de febrero de 1936 fue destituido de su cargo, junto al presidente Eusebio Ayala, en la revolución febrerista.
Dos años después, el 21 de julio de 1938, se une a la Delegación a la Conferencia de Paz, en sustitución del Dr. Arbo.

## Presidencia
Ante la renuncia de Eligio Ayala asume la presidencia el 13 de febrero de 1924, gobernando hasta el 15 de agosto del mismo año. En total, solo fue presidente por cuatro meses y veintinueve días. Esto lo hizo para que Ayala se presentase como candidato efectivo a la presidencia de la República.

### Gabinete Presidencial
- Belisario Rivarola, ministro del Interior
- Rogelio Ibarra ministro de Relaciones Exteriores
- Lisandro Díaz de León, ministro de Justicia, Culto e Instrucción Pública
- Eliseo Da Rosa, ministro de Hacienda
- El coronel Manlio Schenoni Lugo, ministro de Guerra y Marina

### Política doméstica
En materia educativa llenó cátedras vacantes con la ayuda de la profesora encarnacena Clementina Irrazábal y el teniente primero Juan Manuel Garay.
En mayo de 1924 el gobierno reconoce en nuestro país a varios docentes egresados de la Escuela Normal de Barrero Grande y se asimila a la categoría de profesor al distinguido pedagogo cordillerano don Pedro Aguilera. Se incorpora, a la Escuela de Comercios, carreras como la consular, la de traductor público y la de perito calígrafo, luego de prorrogarse la vigencia del plan de estudios de dicha institución.

### Precandidatura de 1928
En 1928, Riart buscó volver a la presidencia, candidatándose para la nominación de su partido en las elecciones de ese año. Perdió contra José Patricio Guggiari, quien luego ganaría también en las generales.

## Vicepresidencia
En 1939, Riart fue electo vicepresidente, asumiendo el cargo el 15 de agosto de ese año, junto a su presidente, el general José Félix Estigarribia.
Luego del autogolpe de Estigarribia, sucedido el 18 de febrero de 1940, Riart ya no sería vicepresidente.

## Muerte
Luis Alberto Riart murió en Asunción, el 1 de octubre de 1953.

## Galería

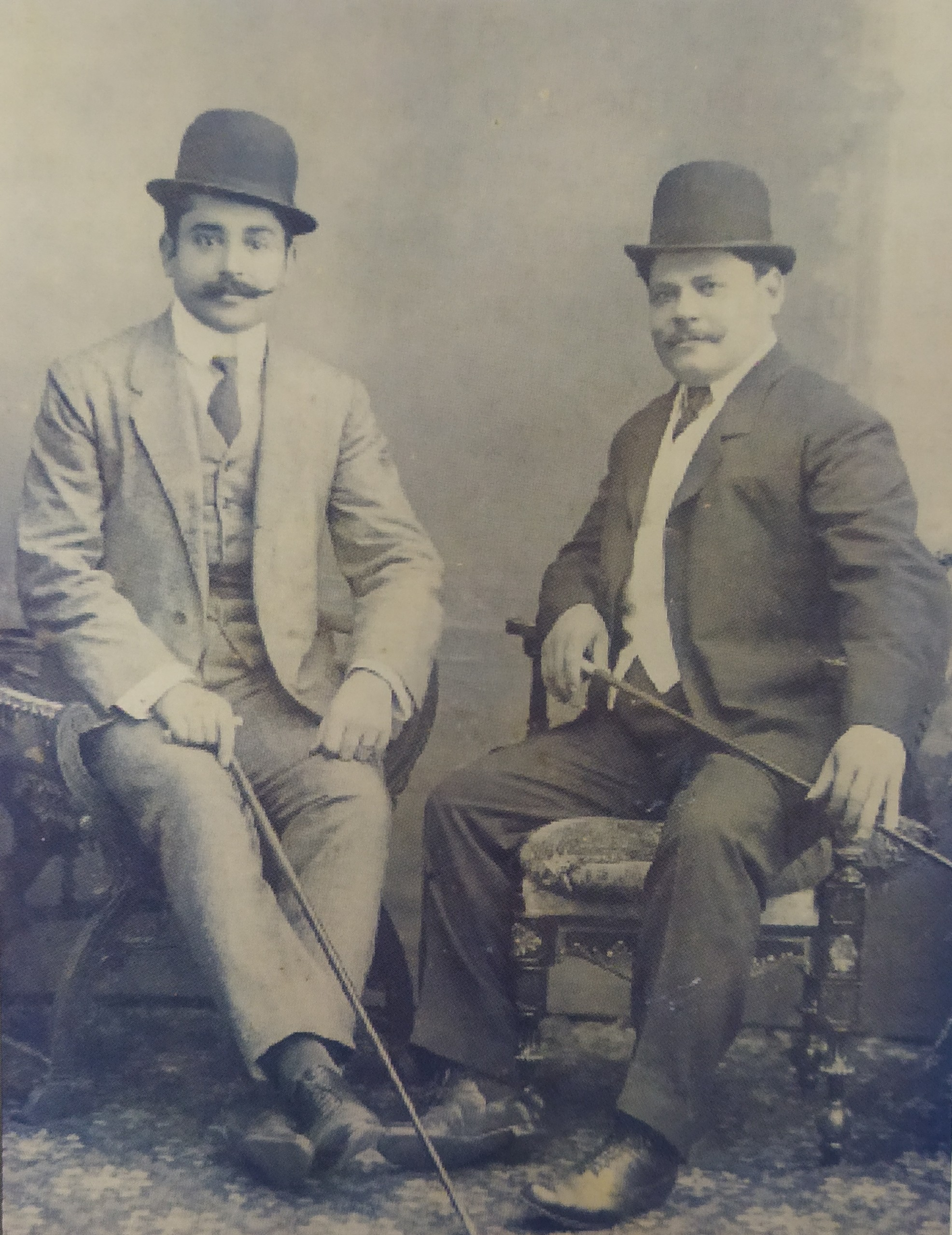
Riart en su juventud, c. 1910.
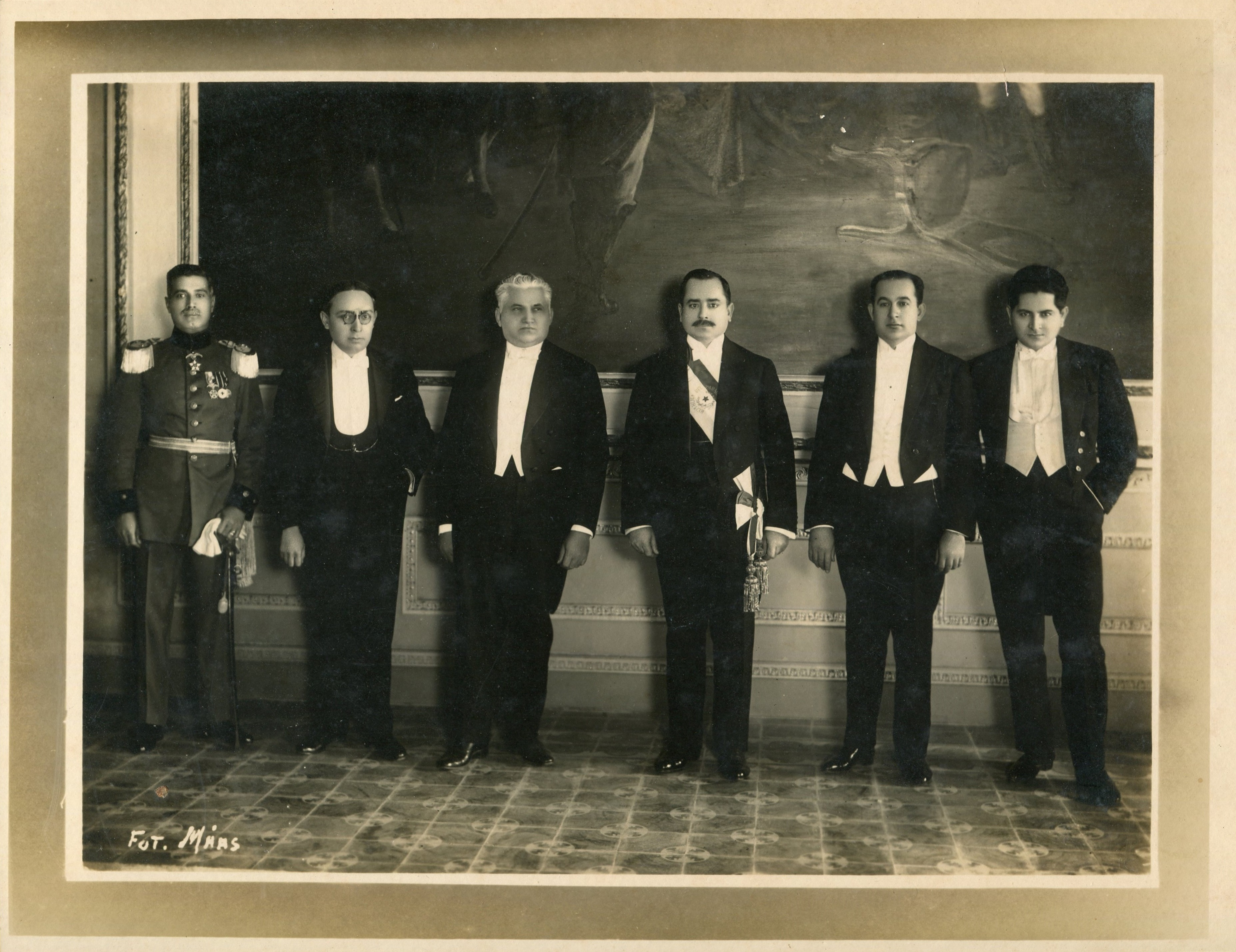
El presidente Riart y su gabinete, 1924.
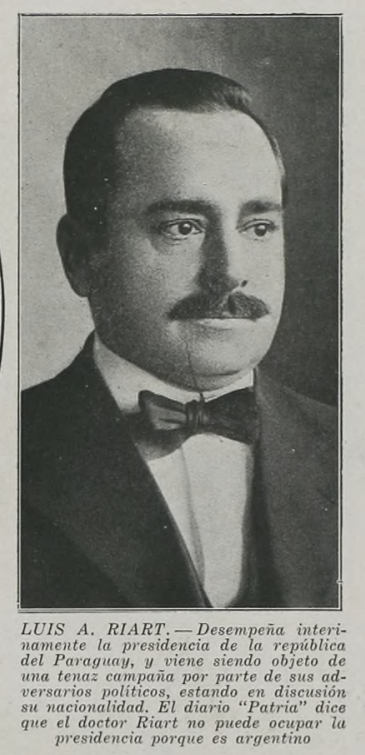
Artículo periodístico sobre Riart, 1924.
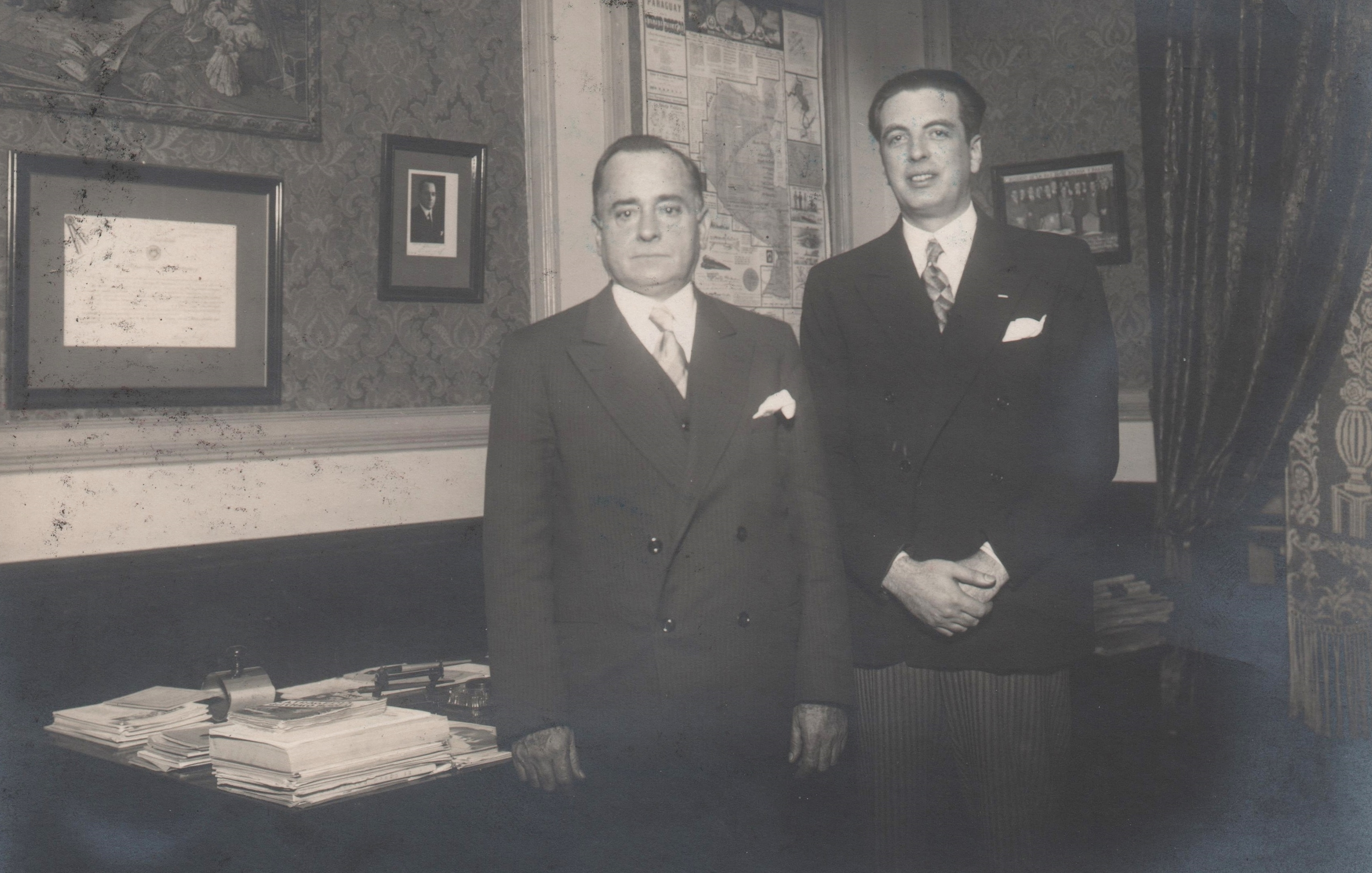
Riart como canciller, 1935.
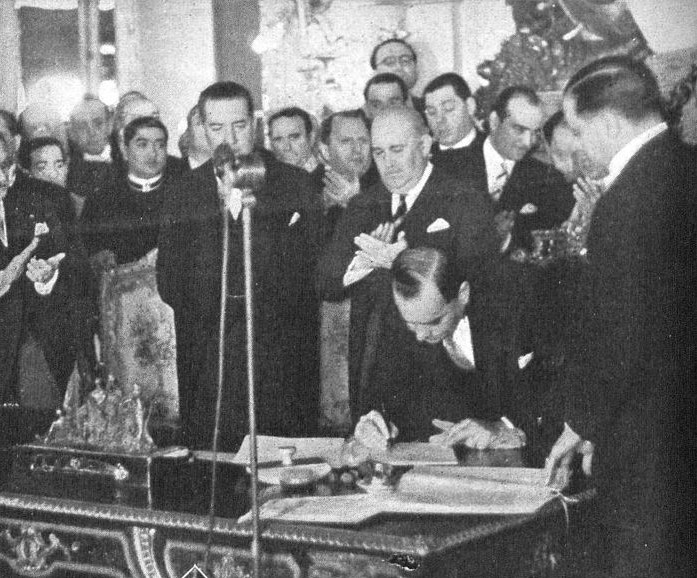
Riart firmando el tratado de paz con Bolivia, 1938.
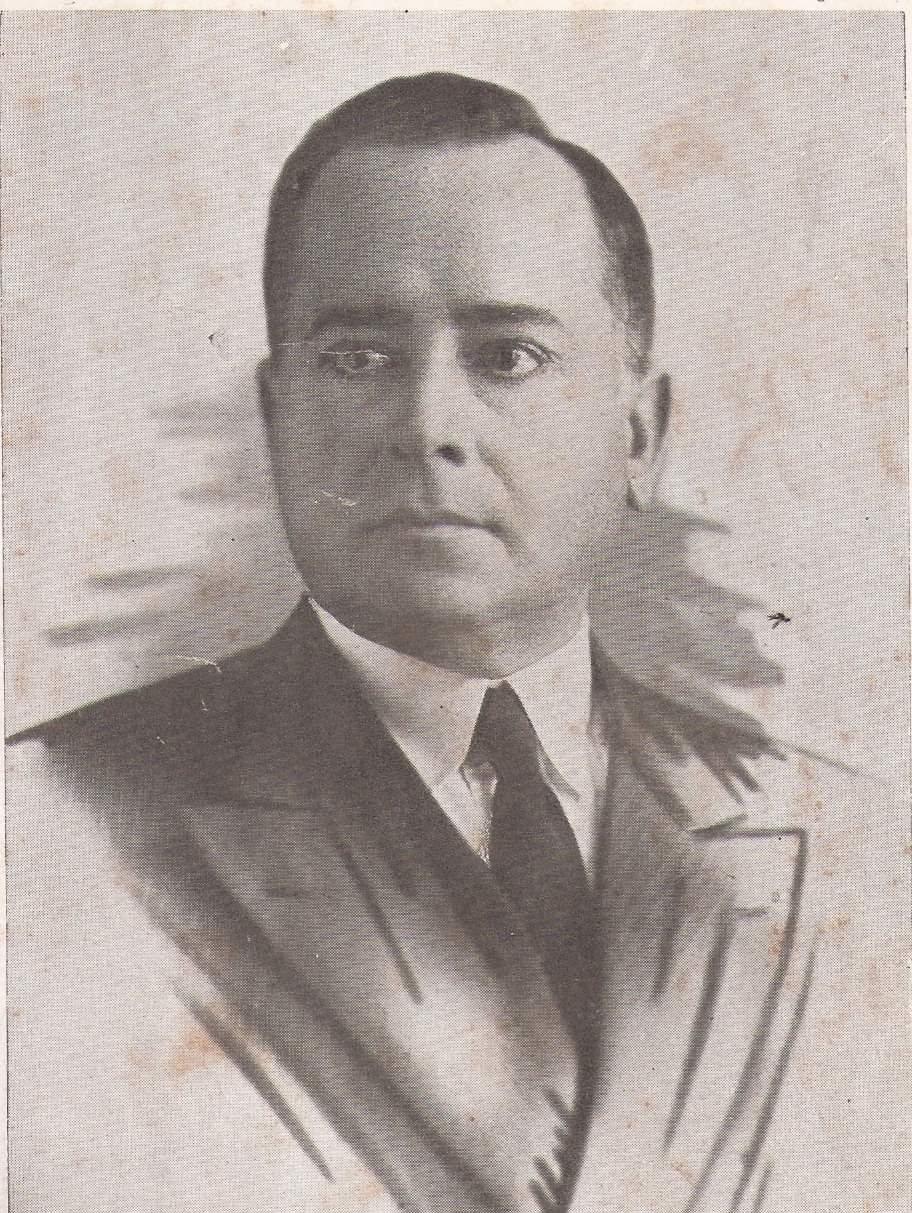
Riart como vicepresidente, 1939.